# The Wall (tournée)
Pour les articles homonymes, voir The Wall (homonymie).
Tournées par Pink Floyd
In the Flesh
(1977) A Momentary Lapse of Reason
(1987-1990)
The Wall est une tournée de Pink Floyd donnée en 1980-1981, en promotion de l'album The Wall.

## Histoire
Le dispositif scénique de la tournée est particulièrement imposant, avec notamment la construction en direct d'un mur en briques de carton de 12 mètres de haut pendant le concert. C'est pour cette raison que les concerts sont limités à une poignée de salles à Los Angeles, New York, Dortmund et Londres.
Plusieurs concerts ont été filmés en vue de leur inclusion dans le film The Wall, où ils n'apparaissent finalement pas. Un enregistrement audio provenant des concerts de Londres a paru en 2000 sous le titre Is There Anybody Out There? The Wall Live 1980-81.

## Musiciens
- Pink Floyd :
  - David Gilmour : guitare électrique, guitare acoustique, chant, mandoline
  - Nick Mason : batterie, percussions
  - Roger Waters : basse, chant, guitare acoustique, clarinette

- Musiciens supplémentaires :
  - Richard Wright : piano, orgue, synthétiseur, accordéon
  - The Surrogate Band :
    - Andy Bown : basse
    - Snowy White : guitare (1980)
    - Andy Roberts : guitare (1981)
    - Peter Wood : claviers
    - Willie Wilson : batterie, percussions

  - Joe Chemay, Stan Farber, Jim Haas, John Joyce : chœurs
  - Gary Yudman, Cynthia Fox, Jim Ladd, Ace Young, Willi Thomczyk : maîtres de cérémonie

## Dates
| Date            | Ville       | Pays                 | Salle                             | Remarques                                                                 |
| --------------- | ----------- | -------------------- | --------------------------------- | ------------------------------------------------------------------------- |
| 7 février 1980  | Los Angeles | États-Unis           | Los Angeles Memorial Sports Arena |                                                                           |
| 8 février 1980  | Los Angeles | États-Unis           | Los Angeles Memorial Sports Arena |                                                                           |
| 9 février 1980  | Los Angeles | États-Unis           | Los Angeles Memorial Sports Arena |                                                                           |
| 10 février 1980 | Los Angeles | États-Unis           | Los Angeles Memorial Sports Arena |                                                                           |
| 11 février 1980 | Los Angeles | États-Unis           | Los Angeles Memorial Sports Arena |                                                                           |
| 12 février 1980 | Los Angeles | États-Unis           | Los Angeles Memorial Sports Arena |                                                                           |
| 13 février 1980 | Los Angeles | États-Unis           | Los Angeles Memorial Sports Arena |                                                                           |
| 24 février 1980 | Uniondale   | États-Unis           | Nassau Veterans Memorial Coliseum |                                                                           |
| 25 février 1980 | Uniondale   | États-Unis           | Nassau Veterans Memorial Coliseum |                                                                           |
| 26 février 1980 | Uniondale   | États-Unis           | Nassau Veterans Memorial Coliseum |                                                                           |
| 27 février 1980 | Uniondale   | États-Unis           | Nassau Veterans Memorial Coliseum |                                                                           |
| 28 février 1980 | Uniondale   | États-Unis           | Nassau Veterans Memorial Coliseum |                                                                           |
| 4 août 1980     | Londres     | Royaume-Uni          | Earls Court Exhibition Centre     |                                                                           |
| 5 août 1980     | Londres     | Royaume-Uni          | Earls Court Exhibition Centre     |                                                                           |
| 6 août 1980     | Londres     | Royaume-Uni          | Earls Court Exhibition Centre     |                                                                           |
| 7 août 1980     | Londres     | Royaume-Uni          | Earls Court Exhibition Centre     |                                                                           |
| 8 août 1980     | Londres     | Royaume-Uni          | Earls Court Exhibition Centre     |                                                                           |
| 9 août 1980     | Londres     | Royaume-Uni          | Earls Court Exhibition Centre     |                                                                           |
| 13 février 1981 | Dortmund    | Allemagne de l'Ouest | Westfalenhallen                   |                                                                           |
| 14 février 1981 | Dortmund    | Allemagne de l'Ouest | Westfalenhallen                   |                                                                           |
| 15 février 1981 | Dortmund    | Allemagne de l'Ouest | Westfalenhallen                   |                                                                           |
| 16 février 1981 | Dortmund    | Allemagne de l'Ouest | Westfalenhallen                   |                                                                           |
| 17 février 1981 | Dortmund    | Allemagne de l'Ouest | Westfalenhallen                   |                                                                           |
| 18 février 1981 | Dortmund    | Allemagne de l'Ouest | Westfalenhallen                   |                                                                           |
| 19 février 1981 | Dortmund    | Allemagne de l'Ouest | Westfalenhallen                   |                                                                           |
| 20 février 1981 | Dortmund    | Allemagne de l'Ouest | Westfalenhallen                   |                                                                           |
| 13 juin 1981    | Londres     | Royaume-Uni          | Earls Court Exhibition Centre     |                                                                           |
| 14 juin 1981    | Londres     | Royaume-Uni          | Earls Court Exhibition Centre     |                                                                           |
| 15 juin 1981    | Londres     | Royaume-Uni          | Earls Court Exhibition Centre     |                                                                           |
| 16 juin 1981    | Londres     | Royaume-Uni          | Earls Court Exhibition Centre     |                                                                           |
| 17 juin 1981    | Londres     | Royaume-Uni          | Earls Court Exhibition Centre     | Le technicien Clive Brooks remplace Willie Wilson, malade, à la batterie. |

## Chansons jouées

### Première partie
- In the Flesh?
- The Thin Ice
- Another Brick in the Wall (Part 1)
- The Happiest Days of Our Lives
- Another Brick in the Wall (Part 2)
- Mother
- Goodbye Blue Sky
- Empty Spaces
- What Shall We Do Now?
- Young Lust
- One of My Turns
- Don't Leave Me Now
- Another Brick in the Wall (Part 3)
- The Last Few Bricks
- Goodbye Cruel World

### Deuxième partie
- Hey You
- Is There Anybody Out There?
- Nobody Home
- Vera
- Bring the Boys Back Home
- Comfortably Numb
- The Show Must Go On
- In the Flesh
- Run Like Hell
- Waiting for the Worms
- Stop
- The Trial
- Outside the Wall